# Vavřička e.a. tegen Tsjechië
Vavřička en anderen tegen Tsjechië is een arrest van het Europees Hof voor de Rechten van de Mens van 8 april 2021 waarin het Hof oordeelde dat straffen van ouders voor het weigeren van de vaccinatie van hun kinderen het recht op privacy niet schendt.

## Tsjechische wetgeving
De Tsjechische wetgeving verplicht een aantal vaccinaties voor inwoners van Tsjechië. Ouders dienen toestemming te geven voor hun kinderen die jonger zijn dan 15 jaar.
Volgens de Tsjechische wet moeten kleuters 9 verplichte vaccinaties krijgen vooraleer ze kunnen worden toegelaten tot de kleuterschool. Indien een vaccinatie zonder geldige reden wordt geweigerd, kan men een geldboete krijgen.
Vaccinaties zijn niet verplicht indien het vaccin een risico zou inhouden voor de gezondheid van de betrokkene.

## Feiten
Vavřička kreeg een boete van € 110 omdat hij een bevel tot vaccinatie van zijn twee kinderen (13 en 14 jaar) niet naleefde. Het ging om vaccins tegen polio, hepatitis B en tetanus.

## Uitspraak
Het Hof wees erop dat een verplichte vaccinatie een inmenging vormt in de fysieke integriteit van de betrokkene en aldus een analyse is vereist onder artikel 8 EVRM (recht op de eerbiediging van het privéleven). Het Hof erkent dat het Tsjechische beleid rechtmatige doeleinden nastreeft. In het bijzonder gaat het om de volksgezondheid en om de bescherming van anderen, m.n. diegenen die omwille van medische redenen niet kunnen worden gevaccineerd.
Het Hof wees erop dat het Tsjechische beleid steunde op een brede wetenschappelijke consensus, een uiting was van de dringende noodzaak om de individuele en collectieve gezondheid te beschermen en nodig was om een neerwaartse trend in het vaccinatieaantal bij kinderen te voorkomen.
Het Hof benadrukt dat in alle beslissingen die betrekking hebben op kinderen, de belangen van het kind op de eerste plaats moeten worden gezet. Immunisatie heeft tot doel om elk kind te beschermen tegen ziekten, waardoor het Tsjechisch gezondheidsbeleid in overeenstemming kan worden geacht met de belangen van het kind.
Met betrekking tot de proportionaliteit van het vaccinatiebeleid nam het Hof het toepassingsgebied, de inhoud van de vaccinatieplicht, de uitzonderingen daarop en de procedurele waarborgen onder de loep. Het Hof stelde dat de bezwaren tegen de effectiviteit en de veiligheid van de vaccins niet werden bewezen.
De geldboete werd evenmin excessief geacht. Hoewel het feit dat de kinderen van de andere verzoekers de toegang tot de kleuterschool werd ontzegd een verlies inhield van een belangrijke kans om hun persoonlijkheid te ontwikkelen, gaat het hier om een preventieve en geen punitieve maatregel. Deze maatregel werd bovendien beperkt in tijd en de toegang tot de basisschool werd niet afhankelijk gesteld van het naleven van de vaccinatieplicht.
Het Hof besluit dat de betrokken Tsjechische wetgeving proportioneel is ten aanzien van het nagestreefde doel van volksgezondheid. Artikel 8 EVRM werd dus niet geschonden.
Het Hof verduidelijkte ten slotte dat het in de proportionaliteitsanalyse niet van belang was dat er eventueel een minder stringente regeling bestaat. In deze zaak heeft het Hof gekeken of de Tsjechische overheid haar appreciatiemarge niet heeft overschreden. Het Hof stelde in dit verband dat de maatregelen konden worden beschouwd als zijnde "noodzakelijk in een democratische samenleving".